# 織笠站
織笠站（日语：／ Orikasa eki */?）是位於岩手縣上閉伊郡山田町織笠，三陸鐵道的谷灣線車站。本站的愛稱為「三文魚節川」。

## 歷史
- 1936年（昭和11年）11月10日：鐵道省山田線車站啟用[1]。
- 1970年代：成為業務委託車站。廢除織笠站長，由陸中山田站長管理此站。
- 1983年（昭和58年）3月10日：成為無人車站。
- 1987年（昭和62年）4月1日：伴隨國鐵分割民營化，車站由東日本旅客鐵道（JR東日本）營運[4][1]。
- 2011年（平成23年）3月11日：發生東北地方太平洋近海地震（東日本大震災），使此站暫停營業。地震引發海嘯衝毀此站[5][6]。
- 2019年（平成31年）3月23日：包含此站在內宮古站至釜石站之間重開，同時三陸鐵道繼承該區段[7]。車站向北遷移1公里（靠近陸中山田一方）。

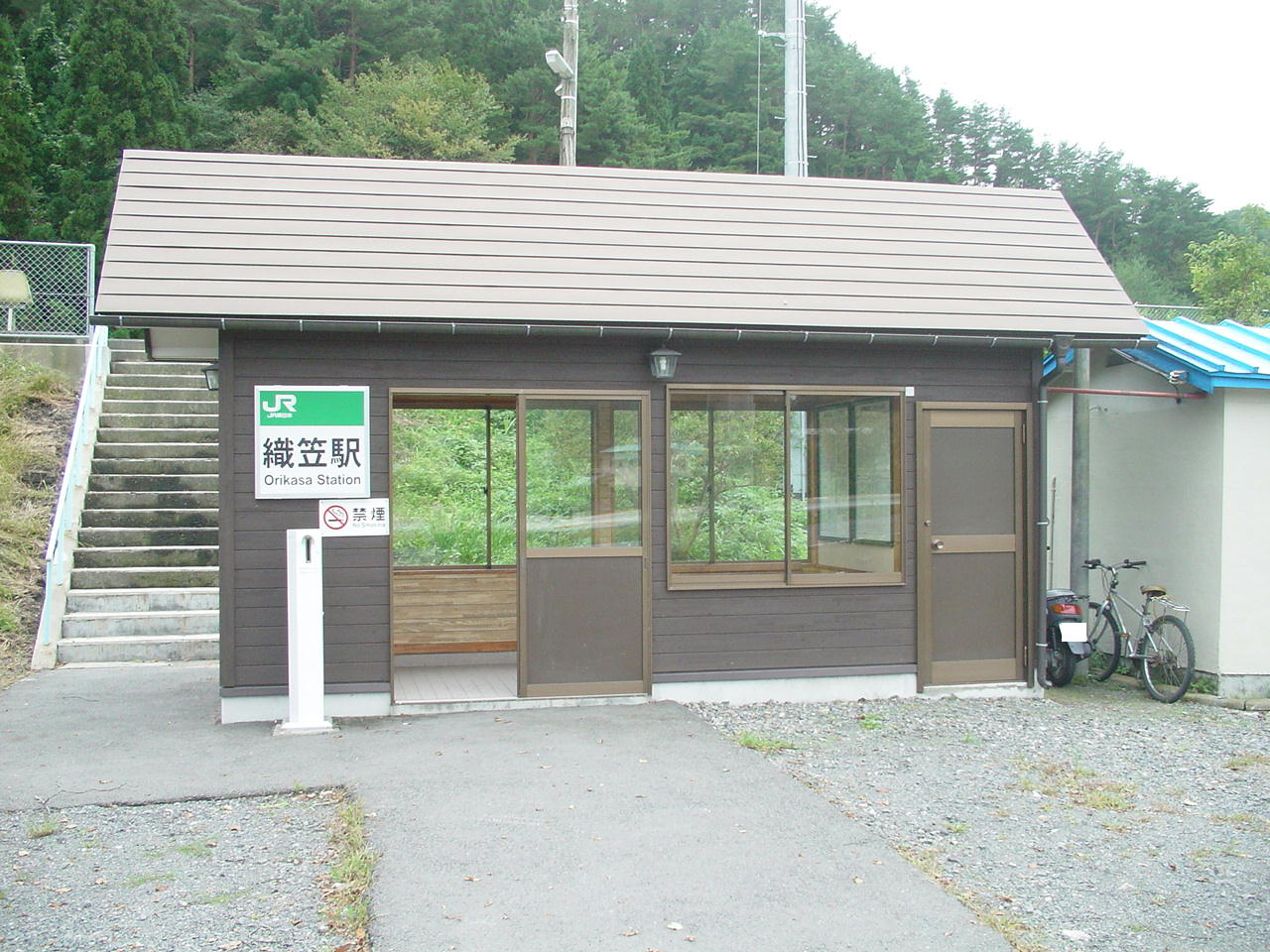
JR時代的舊站房(2007年9月)

## 車站構造
本站是地面車站，設有1面1線的單式月台。2019年3月三陸鐵道重開此站時，車站向陸中山田一方遷移約1公里，鄰近山田町立織笠小學北邊。

## 車站周邊
- 山田町立織笠小學
- 山田町立山田中學（日语：山田町立山田中学校）
- 山田町立山田體育館
- 岩手縣立山田高等學校（日语：岩手県立山田高等学校）
- 岩手縣立山田醫院
- 宮古警署（日语：宮古警察署）山田派出所
- 織笠郵局
- 織笠川
- 國道45號
  - E45 三陸自動車道（山田道路）

## 相鄰車站
三陸鐵道
■谷灣線
岩手船越－織笠－陸中山田

## 注腳
1. 1 2 3  曾根悟（監修）. 朝日新聞出版分冊百科編集部（編集） , 编. . 週刊朝日百科. 21号 釜石線・山田線・岩泉線・北上線・八戸線. 朝日新聞出版. 2009-12-06: 18-19 （日语）.
2. ↑  . 三陸鐵道株式會社. 2019-02-21  [2019-03-26]. （原始内容存档于2019-03-27） （日语）.
3. ↑  . 三陸鐵道株式會社. 2019-02-21  [2019-03-26]. （原始内容存档于2019-03-27） （日语）.
4. ↑  『交通年鑑 昭和63年版』 交通協力會，1988年3月。
5. ↑  津波を受けた7線区の点検状況（2011年3月30日現在） （页面存档备份，存于）（日語） 東日本旅客鐵道，2011年4月2日參閲
6. ↑  【東日本大震災】JR東日本、太平洋沿岸の23駅流失 （页面存档备份，存于）（日語） SankeiBiz 2011年4月1日（2011年4月7日參閲）
7. ↑   (PDF).   [2021-01-21]. （原始内容 (PDF)存档于2019-10-14）.

## 外部連結
- 車站·周邊資訊【織笠站】 （页面存档备份，存于）（日語）：三陸鐵道